# Switchfoot
Switchfoot er et amerikansk alternativ rockband fra San Diego. Bandet er kendt for sine tekster om spirituelle og sociale emner. Ifølge et af bandets medlemmer, Jon Foreman, stammer navnet fra surfing: "Alle i bandet elsker at surfe og vi har surfet hele vores liv, så navnet var logisk for os. At bytte fødderne (to switch your feet) betyder at indtage en ny stilling i modsat retning. Det handler om forandring og bevægelse, en anderledes måde at tackle livet og musikken på." Mainstream succesen kom ved at fire af deres sange blev inkluderet i filmen A walk to remember (med bl.a. Mandy Moore og Shane West). Dette førte til at de skrev kontrakt med Sony BMG og til udgivelsen The Beautiful Letdown.

## Historie
Switchfoot blev stiftet i 1996 og bestod dengang af Jon og hans bror Tim, med sig havde de Chad på trommer. Bandet skrev kontrakt med re:think records, en afdeling af Sparrow Records, som producere de Switchfoots tre første album. Jerome Fontamillas (keyboard) kom med i bandet i 2000 til albummet Learning to Breathe. 
I filmen A Walk to Remember fik bandet et større ansvar for musikken i filmen. Skuespiller/sanger Mandy Moore sang en af deres sange, Only Hope, i filmen og hun havde også en duet med Jon Foreman til soundtracket. I alt blev fire af Switchfoots sange brugt i forbindelse med filmen.
The Beautiful Letdown, som var deres første store udgivelse, havde en mere mainstream-præget lyd og produktion. Albummet solgte til dobbelt platin, og solgte over 2,5 millioner eksemplarer. De turnerede meget i denne periode og singlerne Meant to Live og Dare You to Move blev meget spillede i radioen. Dare You to Move fik også Nickelodeon Kids' Choice Award i 2005. En dvd, Live in San Diego, solgt også til platin. I 2005 modtog Switchfoot fire Dove Awards nomineringer, deriblandt Artist of the Year. I 2008 udsendte Switchfoot en ny dvd "Live at the Ventura Theater" samt en opsamlings-cd ved navn "Best Yet".

### Nothing is Sound
Guitaristen Drew Shirley blev officielt medlem i 2005 efter at have turneret med bandet siden 2003. Switchfoots næste album Nothing is Sound indeholder Drews arbejde med bandet. Albummet blev udgivet 13. september 2005. Singlen Stars blev udgivet for at promovere albummet. We Are One Tonight er også blevet udgivet som single.
Albummet debuterede som #3 på Billboard 200 albumlisten, noget som var det højeste bandet nogensinde havde opnået. Bassisten Tim Foreman skabte medieomtale da han offentligt kritiserede kopibeskyttelsen som pladeselskabet brugte og lagde en detaljeret beskrivelse af hvordan man omgik denne ud på bandets forum – hvilket straks blev slettet af Sony. Denne kopibeskyttelse er blevet kendt som Extended Copy Protection, som er blevet identificeret som en trojansk hest og et rootkit af ledende antivirusselskaber.

## Indflydelser
Switchfoots frontfigur og guitarist Jon Foreman beskriver sin inspiration som U2, The Police, Beatles, Bach, Ronny Jordan og Miles Davis. Guitaristen Drew siger at U2, Miles Davis, Stevie Ray Vaughn, Tommy Walker, Phil Keaggy, Michael Jackson, Dave Matthews Band og The Brand New Heavies er hans inspirationskilder, mens bassist Tim hylder Paul McCartney og Stevie Wonder (som også er trommeslager Chads største inspiration).

## Fodnoter
1. ↑  Switchfoot Laments the Copy Protection on their CD – Acts of Volition
2. ↑  Band Info